# Literatura de Escocia
La literatura de Escocia o literatura escocesa incluye todas aquellas obras redactadas por autores escoceses, ya sea en latín, francés, inglés, gaélico escocés o idioma escocés, desde los primeros documentos conservados hasta la actualidad. 

## Orígenes de la literatura escocesa

### Primeros documentos literarios
Los habitantes primitivos de la zona norte de Gran Bretaña hablaban variantes de lenguas celtas. Así, gran parte de la antigua literatura galesa fue compuesta en la actual Escocia o cerca de ella, dado que la lengua bretona, antecedente del idioma galés, estaba entonces mucho más extendido que ahora. Aunque la mayoría de los estudiosos consideran que los pictos hablaban una lengua bretona (que se ha conservado en topónimos, antropónimos e inscripciones históricas), no se conserva prácticamente ningún texto literario compuesto en esta lengua.
Estas son algunas de las obras literarias compuestas en Escocia de las que se tienen referencias:
- En bretón:
  - Y Gododdin (atribuida a Aneirin), h. siglo VI
  - La batalla de Gwen Ystrad (atribuida a Taliesin), finales del siglo VI

- En gaélico:
  - Elegía por San Columba de Dallan Forgaill, h. 597
  - Alabanza de San Columba, de Beccan mac Luigdech de Rum, h. 677

- En latín:
  - Oración de Protección (atribuida a San Mugint), mediados del siglo VI
  - Altus Prosator ("El Alto Creador", atribuido a San Columba), h. 597

- En inglés antiguo
  - The Dream of the Rood (El sueño de la cruz), h. 700 (el único fragmento conservado de la variante de Northumbria de inglés antiguo)

### Literatura escocesa medieval
La lengua propia de los Escotos era el gaélico. De hecho, el término Gael era sinónimo de Escoto en inglés antes de 1500. Entre 1200 y 1700 aproximadamente, las elites cultas de Escocia e Irlanda compartían una forma literaria de gaélico. Es posible que una parte de la literatura irlandesa medieval, más importante de lo que suele pensarse, fuera escrita en Escocia, pero apenas han sobrevivido muestras, dado que la utilización del gaélico literario en el este de Escocia decayó ya antes del siglo XIV. Algunos de estos textos de origen escocés, sin embargo, pueden rastrearse en fuentes irlandesas. Entre esta primitiva y perdida literatura gaélica escocesa destaca el Lebor Bretnach, producto de un importante grupo de poetas en la corte de Abernethy.
El primer texto conocido compuesto en la forma norteña del inglés medieval de las Tierras Bajas (ahora denominado escoto antiguo data del siglo XIV. Las obras de John Barbour, y un importante conjunto de evidencias, permiten comprobar que en Escocia también arraigó el Ciclo de Finn. También existen alusiones a personajes legendarios gaélicos en posteriores obras anglo-escocesas (tanto orales como escritas).

### Literatura romance
Durante el siglo XIII, el francés se impuso como lengua literaria en toda Gran Bretaña, y en ella se escribió el Roman de Fergus, la primera pieza producida en una lengua vernácula no celta en Escocia. 
Otras obras pertenecientes al ciclo artúrico, escritas en francés y que sólo se conservan en testimonios de fuera de Escocia, son considerados por algunos críticos (entre ellos D.D.R. Owen) como originariamente escoceses.
En esta época, además, el latín seguía siendo igualmente lengua literaria. Ejemplos famosos de literatura en esta lengua son el Antífono de Inchcolm o el Carmen de morte Sumerledi, que narra la victoria de los habitantes de Glasgow sobre Somailre mac Gilla Brigte. La obra más importante de la literatura medieval escocesa, la Vita Columbae, también está escrita en latín.

## Literatura tardomedieval en inglés
La literatura escocesa escrita en inglés medieval o Escoto antiguo incluye las obras de John Barbour (entre ellas, Brus) (siglo XIV), de Andrew de Wyntoun (Kronykil) y de Blind Harry, cuya obra Wallace (siglo XV) es el documento más antiguo en presentar las hazañas de William Wallace. Desde el siglo XV, gran parte de la literatura escocesa es obra de autores vinculados con la Corte de Edimburgo o con la Universidad de St. Andrews. Además, a petición de Jacobo V de Escocia, John Bellenden tradujo la obra de Hector Boece Historia Gentis Scotorum con el título de Chroniklis of Scotland (publicado en 1536) y gran parte de las Décadas de Tito Livio y a comienzos del siglo XVI, Gavin Douglas realizó una famosa traducción en verso de la Eneida de Virgilio, la primera en una lengua no romance. 
El poeta Alexander Montgomerie, por ejemplo, destacó al servicio del rey Jacobo VI de Escocia en el siglo XVI. El propio rey Jacobo I de Escocia escribió, probablemente, The Kingis Quair / El libro del rey. Se trata de una de las mejores obras tempranas de la literatura escocesa. Está compuesto de doscientas estancias de siete versos cada una que integran seis cantos y cuya romántica musa fue la reina consorte y regente de Escocia lady Jeanne Beaufort (1404-1445). El poema describe sus amores en el castillo de Windsor revelando la magnífica fantasía del poeta en sus visiones líricas y sus tiernas imágenes. Jacobo fue también músico y a él se debe un tono musical patético desconocido hasta entonces (1446). En torno a este monarca se fue constituyendo además el Grupo de Castalia, cuyo líder era Montgomery y que imitaba el renacimiento francés de La Pléyade. Y el humanista George Buchanan (1506-1582) compuso numerosas obras en latín.
Pese a todos estos méritos puntuales, la literatura inglesa desde Chaucer y las literaturas clásicas y francesa siguieron teniendo demasiada prevalencia sobre la escocesa hasta la época de la Reforma. Solo con escritores como Robert Henryson, William Dunbar o David Lindsay se constituye una "Edad de Oro" de la literatura escocesa en los siglos XVI y XVII.
Por otra parte, existe una larga tradición de baladas escocesas que atraviesa toda la Edad Media y que puede rastrearse hasta bien entrado el siglo XVII. La compilación de Francis James Child titulada The English and Scottish Popular Ballads ("Baladas populares inglesas y escocesas"), publicada entre 1882 y 1898, contiene abundantes ejemplos de este género, tales como The Elphin Knight (originalmente publicada alrededor de 1610) o Lord Randal.

## La literatura escocesa moderna
A partir del siglo XVII la influencia inglesa aumentó en Escocia, pese a lo cual el escocés siguió siendo la lengua hablada por la mayor parte de los habitantes de las Tierras Bajas. En esa época es cuando se recopilan gran parte de las baladas orales de los Borders y del noreste de Escocia. Otros escritores de este siglo son William Drummond (1585-1649), Robert Sempill (1595-1665), Lady Wardlaw (1677–1727), Lady Grizel Baillie (1665–1746) y Allan Ramsay (1686-1758). Al finalizar el siglo XVII escribe su obra el erudito políglota, filósofo e historiador Gilbert Burnet (1643–1715), obispo de Salisbury. Ya en pleno siglo XVIII destaca en historia William Robertson (1721-1793), uno de los más destacados representantes de la temprana y brillantísima Ilustración escocesa y autor de una Historia de Escocia, una Historia de Carlos V y una Historia de América. 
La novela escocesa comenzó a desarrollarse en el siglo XVIII, con autores como Tobias Smollett. Allan Ramsay, por su parte, puso los cimientos de la recuperación de la antigua literatura escocesa, así como por la poesía pastoril. La estrofa denominada estrofa Habbie o estrofa de Burns se desarrolló durante esta época como forma poética.
En 1760, James Macpherson dijo haber encontrado un gran número de poesías compuestas por Ossian, un bardo de la antigua poesía escocesa. Publicó traducciones que pronto adquirieron una gran popularidad internacional, hasta ser consideradas como el equivalente celta de las grandes epopeyas clásicas. Fingal, publicada en 1762, se tradujo rápidamente a otras lenguas europeas, y su honda apreciación de la belleza natural y su ternura melancólica en el tratamiento de esta leyenda ayudó, quizás más que ninguna otra obra individual, al movimiento romántico en Europa, al influir directamente en autores alemanes como Herder o Goethe en su primera época. También sirvió de inspiración a muchos escritores escoceses, incluyendo a un joven Walter Scott, incluso después de que se demostrase que los poemas publicados por Macpherson no eran traducciones de anteriores obras en gaélico, sino adaptaciones libres de poemas antiguos adaptados para satisfacer las expectativas estéticas de sus lectores.
Entre los autores escoceses más conocidos, se encuentran dos fuertemente relacionados con el movimiento romántico: Robert Burns y Walter Scott. Aunque las obras de Walter Scott no se refieren únicamente a Escocia, su popularidad en Inglaterra y en toda Europa contribuyó a formar el estereotipo moderno de la cultura y el folklore escocés, al tiempo que establecía el modelo fundamental para la novela histórica, género con un gran desarrollo durante el Romanticismo y hasta nuestros días. Entre sus novelas más conocidas se encuentra las del Ciclo de Waverley, como Rob Roy o Ivanhoe.
Robert Burns, por su parte, es considerado como el poeta nacional escocés. Sus poesías fueron censuradas durante la época victoriana, y sólo recientemente se ha podido tener acceso al conjunto de su obra. Escribió en escocés, inglés y en un "escocés suave", comprensible para un público más amplio que el del escocés puro. Sus obras anticipan el movimiento romántico, y posteriormente inspiró también a los fundadores del liberalismo y del socialismo. 
Otro escritor inspirado por Walter Scott, James Hogg, empeló el trasfondo religioso escocés para crear sus Memorias Privadas y Confesiones de un Pecador Justificado (The Private Memoirs and Confessions of a Justified Sinner), en las que se introduce el tema del doppelgänger, que después emplearía Robert Louis Stevenson en su obra El extraño caso del Dr. Jekyll y Mr. Hyde. Hogg pudo inspirarse para su creación en el concepto del "co-choisiche", de la tradición folclórica gaélica.

## Realismo y nacionalismo
En la segunda mitad del siglo XIX la población de Escocia se había vuelto cada vez más urbana e industrializada. Sin embargo, la demanda de novelas románticas al estilo de las de Walter Scott, que exaltasen a los héroes míticos y al paisaje de Escocia, hizo que el movimiento romántico perdurase durante esta época. 
También a finales del siglo XIX se escriben algunas de las obras más populares de la literatura escocesa, que sin embargo suelen estar asociadas a Inglaterra en la cultura popular. Se trata de las novelas y relatos de Sherlock Holmes escritas por el escocés Sir Arthur Conan Doyle. Aunque la acción de estas obras se sitúa siempre en Londres, la racionalidad pura del detective puede relacionarse con una tradición intelectual propiamente escocesa, rastreable hasta el filósofo David Hume.
También son muy conocidos todavía hoy los relatos de Robert Louis Stevenson, que han sido adaptados en multitud de películas. Por ejemplo, la novela corta El extraño caso del Dr. Jekyll y Mr. Hyde (1886) narra la doble identidad asumirá por un inteligente investigador que se convierte en un monstruo sociópata tras ingerir una droga que pretendía separar los elementos buenos y malos de su personalidad. También goza de gran popularidad La Isla del Tesoro, un clásico de las aventuras de piratas.
La introducción en Escocia del movimiento conocido como "kailyard tradition", que pretendía reaccionar contra una novelística cada vez más crítica y realista, presentando la realidad escocesa de forma idealizada y ocultando todo posible conflicto o desigualdad. J. M. Barrie (autor de Peter Pan) es un ejemplo de esta corriente que mezcla modernidad y nostalgia. Esta tradición es considerada por algunos críticos como un atraso con respecto al panorama literario europeo, con sus ambientes rurales idealizados al margen de la vida real de la época. George Douglas Brown satirizó esta corriente en su novela The House with the Green Shutters, pero puede decirse que toda la literatura escocesa, prácticamente hasta nuestros días, sigue conteniendo características de este tipo de literatura.
A mediados del siglo XX se produjo un renacimiento en el uso del idioma escocés, que se inscribe en un "renacimiento escocés" más amplio y que afecta a todas las artes. Entre sus defensores se puede citar a Hugh MacDiarmid, así como a Douglas Young, Sidney Goodsir Smith, Robert Garioch, Robert McLellan o William Soutar. Las obras de Sorley MacLean en gaélico reavivaron el interés por esa lengua. En cambio, autores como Edwin Muir abogaban por concentrarse en el inglés como lengua literaria.
Por otra parte, novelistas como Neil M. Gunn y Lewis Grassic Gibbon enfatizaron en sus obras el conflicto lingüístico real que tenía lugar en Escocia en este periodo, como puede verse en The Silver Darlings o en A Scots Quair respectivamente: en ambas, la lengua empleada por sus protagonistas se vuelve cada vez más "anglificada" a medida que se introducen en modos de vida industrializados.
Uno de los escritores más populares de Escocia fue Bruce Marshall (1899-1987). Aunque no se le pueda enmarcar dentro de la corriente nacionalista, los escoceses aparecen con frecuencia en sus novelas. Escribió novelas de tema religioso (fue un converso al catolicismo) y militar, de acción e intriga. Fue traducido a al menos nueve idiomas (entre ellos el español) y varias de sus obras se adapataron al cine o al teatro. Su libro más popular fue El milagro del Padre Malaquías (1931).

## Desde 1950 hasta hoy
Tras la Segunda Guerra Mundial surgieron en Escocia nuevos escritores con una actitud más abierta y experimental. Alexander Trocchi en los años 50 y Kenneth White en los 60 dejaron Escocia y se fueron a vivir a Francia; Edwin Morgan, el considerado actualmente como Scots Makar (poeta nacional escocés), se hizo conocido por sus traducciones desde una amplia gama de literaturas europeas, así como por sus poesías que no evitan tratar temas polémicos, introduciéndose así en las disputas políticas y académicas.
La tradición escocesa en el género fantástico ha sido continuada por autores como Alasdair Gray, cuya novela Lanark se convirtió en un clásico de culto desde su publicación original en 1981.
Los años 80 también vieron la aparición de jóvenes escritores que capturaban las experiencias y las hablas urbanas de Escocia, entre ellos James Kelman y Jeff Torrington. Más recientemente, esta línea ha sido continuada por Irvine Welsh, conocido principalmente por ser el autor de Trainspotting, y cuyas obras están escritas en el dialecto escocés del inglés. Iain Banks e Ian Rankin han logrado igualmente reconocimiento internacional, y, como Welsh, han visto algunas de sus obras adaptadas al cine o a la televisión. Otros autores, como Alexander McCall Smith, Alan Warner o el novelistas de Glasgow Suhayl Saadi, cuyo relato "Extra Time" está escrito en idioma escocés, han realizado también contribuciones importantes a la literatura escocesa a comienzos del siglo XXI.
La literatura en gaélico escocés también está experimentando actualmente un incremento, con la publicación de las series denominadas An Leabhar Mòr y Ùr Sgeul, que están inspirando a su vez a nuevos novelistas y poetas. 
Por otra parte, el canon de la literatura escocesa está siendo objeto de revisión y actualización en los últimos años, mediante la reedición de algunas de sus obras fundamentales en la editorial Canongate Books, y mediante la recuperación e inclusión de mujeres escritoras, hasta ahora olvidadas en la historia de la literatura escocesa.